# سارگپه-بازها
سارگپه-بازها (نام علمی: Butastur) نام یک سرده از تیره بازان است.